# استیو هریس (هنرپیشه)
استیو هریس (انگلیسی: Steve Harris؛ زادهٔ ۳ دسامبر ۱۹۶۵) یک بازیگر سینما، و هنرپیشه اهل ایالات متحده آمریکا است. وی از سال ۱۹۹۵ میلادی تاکنون مشغول فعالیت بوده‌است.
او در فیلم جوخه مد و پایین آوردن خانه و دروغ نگو توپ بازی کرده است.